# Schwartz et les Galaxies
Schwartz et les Galaxies (titre original : Schwartz Between the Galaxies) est une nouvelle de science-fiction de Robert Silverberg. Le ton et le style de la nouvelle sont du registre « science-fiction New wave ». La nouvelle a été retenue (avec quatre autres nouvelles) comme finaliste au prix Hugo de la meilleure nouvelle courte 1975, sans toutefois recevoir le prix. Elle est classée 3e au prix Locus de la meilleure nouvelle 1975.

## Publications
Entre 1974 et 2015, la nouvelle a été éditée à 29 reprises dans des recueils de nouvelles de Robert Silverberg ou des anthologies de science-fiction.

### Publications aux États-Unis
La nouvelle est parue en 1974 dans le recueil Stellar 1 composé par Judy-Lynn del Rey et paru chez Ballantine Books.
Elle a ensuite été régulièrement rééditée dans divers recueils de Robert Silverberg et diverses anthologies.

### Publications en France
La nouvelle est notamment publiée en France, :
- dans le recueil Trips, éd. Calmann-Lévy, collection Dimensions SF, n°23, 4e trimestre 1976  (ISBN 2-7021-0168-2) ;
- en 1979 dans l'anthologie Le Livre d'or de la science-fiction : Robert Silverberg ;
- en 1998 dans l'anthologie Voyage au bout de l'esprit (éditions Omnibus, 904 pages) ;
- en 2002 dans le recueil Les Jeux du Capricorne, avec une traduction de Jacques Chambon ; il y a eu une nouvelle édition en livre de poche chez J'ai lu en 2004. La nouvelle est donc l'une des 124 « meilleures nouvelles » de Silverberg sélectionnées pour l'ensemble de recueils Nouvelles au fil du temps, dont Les Jeux du Capricorne est le deuxième tome.

### Publication en Hongrie
- La nouvelle a été publiée en 2009 en Hongrie sous le titre Schwartz a galaxisok között[4].

## Résumé
Schwartz est un célèbre ethnologue qui fait une tournée de conférences. Il se rend actuellement à Port Moresby en Papouasie-Nouvelle-Guinée ; le jour suivant il sera à Bangkok. Il est fortement attristé par la mondialisation des mœurs, des coutumes, de la gastronomie, des mélanges interraciaux : le monde « se standardise » et tend vers une uniformité stérile. Le monde n'appartient plus aux ethnologues, qui n'ont plus de peuples primitifs à étudier ou des civilisations étrangères à analyser, mais aux seuls sociologues. 
Alors Schwartz laisse son imagination vagabonder : il s'imagine, au lieu de voyager à bord de la Japan Air Line, être à bord d'un vaisseau spatial interstellaire, en compagnie d'Antariens, d'Arcturiens, de Spicans, etc., et avoir des conversations très intéressantes avec les membres de ces espèces extraterrestres qui n'ont rien à voir avec les humains, et même avec tout ce qui vit sur Terre. Le récit alterne entre le monde réel et fade que côtoie Schwartz, et sa propre réalité intérieure dans laquelle il se voit vivre des rencontres inouïes et avoir des discussions avec des extraterrestres. 
Le récit se finit par une page onirique où Schwartz subit une sorte de burn-out et vagabonde dans l'espace intersidéral avec des extraterrestres, en dansant.

## Courtes citations humoristiques
- « — Dites-moi, a demandé Schwartz d'un ton grave, quelle impression ça fait de savoir qu'on aura dix corps successifs et qu'on vivra plus d'un millier d'années ?
— Dites-moi d'abord, a répondu l'Antarien, quelle impression ça fait de savoir qu'on vivra tout au plus quatre-vingt-dix ans et qu'on périra à jamais ? »[5].
- « Un juif, a dit l'Antarien. Vous vous dites juif, mais qu'est-ce que c'est exactement ? (…)
 — Je ne pratique même pas le judaïsme. Mais mes ancêtres le pratiquaient, aussi je me considère comme juif, bien que…
— C'est une religion héréditaire alors. Une religion qui ne requiert pas de ses fidèles qu'ils observent les rites ?
— En un sens, a répondu Schwartz désespérément. Disons plutôt que c'est un sous-groupe culturel héréditaire découlant d'une conception religieuse commune qui n'a plus rien de significatif. (…) Il y a un code alimentaire compliqué, la pratique de la circoncision pour les nouveau-nés mâles, un rite de passage pour les adolescents, une langue considérée comme sacrée, un langage vernaculaire que tous les Juifs du monde comprennent plus ou moins et beaucoup d'autres choses, y compris un subtil esprit de corps et certaines attitudes comprenant en particulier un style d'humour autodépréciatif tout à fait spécial… »

### Lire la nouvelle gratuitement
- (en) Lire la nouvelle (permission de l'auteur)